# آية المداينة
آية الدَّيْن أو آية المداينة هي أطول آية في القرآن الكريم، الآية 282 من سورة البقرة وبعض الأحيان قد تغطي صفحة كاملة أو أكثر في بعض المصاحف. قال تعالى في سورة البقرة: ﴿يَا أَيُّهَا الَّذِينَ آمَنُوا إِذَا تَدَايَنْتُمْ بِدَيْنٍ إِلَى أَجَلٍ مُسَمًّى فَاكْتُبُوهُ وَلْيَكْتُبْ بَيْنَكُمْ كَاتِبٌ بِالْعَدْلِ وَلَا يَأْبَ كَاتِبٌ أَنْ يَكْتُبَ كَمَا عَلَّمَهُ اللَّهُ فَلْيَكْتُبْ وَلْيُمْلِلِ الَّذِي عَلَيْهِ الْحَقُّ وَلْيَتَّقِ اللَّهَ رَبَّهُ وَلَا يَبْخَسْ مِنْهُ شَيْئًا فَإِنْ كَانَ الَّذِي عَلَيْهِ الْحَقُّ سَفِيهًا أَوْ ضَعِيفًا أَوْ لَا يَسْتَطِيعُ أَنْ يُمِلَّ هُوَ فَلْيُمْلِلْ وَلِيُّهُ بِالْعَدْلِ وَاسْتَشْهِدُوا شَهِيدَيْنِ مِنْ رِجَالِكُمْ فَإِنْ لَمْ يَكُونَا رَجُلَيْنِ فَرَجُلٌ وَامْرَأَتَانِ مِمَّنْ تَرْضَوْنَ مِنَ الشُّهَدَاءِ أَنْ تَضِلَّ إِحْدَاهُمَا فَتُذَكِّرَ إِحْدَاهُمَا الْأُخْرَى وَلَا يَأْبَ الشُّهَدَاءُ إِذَا مَا دُعُوا وَلَا تَسْأَمُوا أَنْ تَكْتُبُوهُ صَغِيرًا أَوْ كَبِيرًا إِلَى أَجَلِهِ ذَلِكُمْ أَقْسَطُ عِنْدَ اللَّهِ وَأَقْوَمُ لِلشَّهَادَةِ وَأَدْنَى أَلَّا تَرْتَابُوا إِلَّا أَنْ تَكُونَ تِجَارَةً حَاضِرَةً تُدِيرُونَهَا بَيْنَكُمْ فَلَيْسَ عَلَيْكُمْ جُنَاحٌ أَلَّا تَكْتُبُوهَا وَأَشْهِدُوا إِذَا تَبَايَعْتُمْ وَلَا يُضَارَّ كَاتِبٌ وَلَا شَهِيدٌ وَإِنْ تَفْعَلُوا فَإِنَّهُ فُسُوقٌ بِكُمْ وَاتَّقُوا اللَّهَ وَيُعَلِّمُكُمُ اللَّهُ وَاللَّهُ بِكُلِّ شَيْءٍ عَلِيمٌ ۝٢٨٢﴾

## سبب النزول
السبب العام لنزول الآية هي أن إذا اقترض من الناس مالا من أحدهم ثم إذا طلب الآخر ماله فإن الأول ينكر أنه اقترض منه إذ أن ليس هناك إثبات سواء كان مكتوبا أو مشهودا فأمر الله بأن يكون الدَّيْن مشهودا ومكتوبا.
1. يجوز جميع أنواع المداينات من سَلَم وغيره، لأن الله أخبر عن المداينة التي عليها المؤمنون إخباراً مقرراً لها، ذاكراً أحكامها.
2. أنه لا بد لِلسَّلم من أجل، وأنه لا بد أن يكون معيناً معلوماً فلا يصح حالَّاً ولا إلى أجل مجهول.
3. الأمر بكتابة جميع عقود المداينات، إما وجوباً وإما استحباباً، لشدة الحاجة إلى كتابتها، لأنها بدون الكتابة يدخلها من الغلط والنسيان والمنازعة والمشاجرة شر عظيم.
4. أمر الكاتب أن يكتب بالعدل، وهذا بتعيين للشخص الذي يقوم بكتابة الدين فهو كاتب، وليس أحد المتعاقدين. وحكمة استدعاء ثالث - ليس أحد الطرفين في التعاقد، هي الاحتياط والحيدة المطلقة. وهذا الكاتب مأمور أن يكتب بالعدل، فلا يميل مع أحد الطرفين، ولا ينقص أو يزيد في النصوص.[1]
5. اشتراط عدالته في نفسه لأجل اعتبار كتابته، لأن الفاسق لا يعتبر قوله ولا كتابته.
6. أنه يجب عليه العدل بينهما، فلا يميل كل الميل لأحدهما لقرابة أو صداقة أو غير ذلك، لقوله: {وَلْيَكْتُبْ بَيْنَكُمْ كَاتِبٌ بِالْعَدْلِ}.
7. أن يكون الكاتب عارفاً بكتابة التوثيق، وما يلزم فيها كل واحد منهما، وما يحصل به التوثق، لأنه لا العدل إلا بذلك.
8. إذا وجدت وثيقة بخط المعروف بالعدالة المذكورة أنه يعمل بها، ولو كان هو والشهود قد ماتوا، لأنه لو لم يكن كذلك لم تكن الكتابة تامة.
9. لا يمتنع من منَّ الله عليه بتعليمه الكتابة أن يكتب بين المتداينين، فكما أحسن الله إليه بتعليمه، فليحسن إلى عباد الله المحتاجين إلى كتابته، ولا يمتنع من الكتابة لهم.
10. أمر الكاتب أن لا يكتب إلا ما أملاه عليه مَنْ عليه الحق.
11. أن الذي يُملي بين المتعاقدين هو من عليه الدَّيْن، لأنه إنما يكتب إقراره واعترافه.
12. أمره أن يبين جميع الحق الذي عليه، ولا يبخس منه شيئاً.
13. أن إقرار الإنسان على نفسه مقبول، لأن الله أمر من عليه الحق أن يمل على الكاتب، فإذا كتب إقراره بذلك ثبت موجبه ومضمونه، وهو ما أقر به على نفسه، ولو ادعى بعد ذلك غلطا أو سهواً.
14. أن من عليه حق من الحقوق التي لا بينة على مقدارها وصفتها من كثرة وقلة وتعجيل وتأجيل، أن قوله هو المقبول دون قول من له الحق، لأنه تعالى لم ينهه عن بخس الحق الذي عليه، إلا أن قوله مقبول على ما يقوله من مقدار الحق وصفته.
15. أنه يحرم على من عليه حق من الحقوق أن يبخس وينقص شيئاً من مقداره أو طيبه وحسنه أو أجله أو غير ذلك من توابعه ولواحقه.
16. أن من لا يقدر على إملاء الحق لصغره أو سفهه أو خرسه أو نحو ذلك، فإنه ينوب وليه منابه في الإملاء والإقرار.
17. أنه يلزم الولي من العدل ما يلزم من عليه الحق من العدل وعدم البخس، لقوله {بِالْعَدْلِ}.
18. أنه يشترط عدالة الولي، لأن الإملاء بالعدل المذكور لا يكون من فاسق.
19. فيه دلالة على ثبوت الولاية في الأموال.
20. أن الحق يكون على الصغير والسفيه والمجنون والضعيف لا على وليهم، لأن الله أضافه إليهم.
21. أن إقرار الصغير والسفيه والمجنون والمعتوه ونحوهم وتصرفهم غير صحيح، لأن الله جعل الإملاء لوليه، ولم يجعل لهم منه شيئاً، لطفاً منه بهم، وخوف تلف أموالهم.
22. صحة تصرف الولي في مال من ذُكر.
23. فيه مشروعية كون الإنسان يتعلم الأمور التي يتوثق بها المتداينون، لأن المقصود من ذلك التوثق والعدل، وما لا يتم المشروع إلا به فهو مشروع.
24. أن تعلم الكتابة مشروع، بل هو فرض كفاية، لأن الله أمر بكتابة الديون وغيرها، ولا يحصل ذلك إلا بالتعلم.
25. أنه مأمور بالإشهاد على العقود، وذلك على وجه الندب، لأن المقصود من ذلك الإرشاد إلى ما يحفظ الحقوق، فهو عائد لمصلحة المكلفين، نعم إن كان المتصرف ولي يتيم أو وقف ونحو ذلك مما يجب حفظه، تعين أن يكون الإشهاد الذي به يحفظ الحق واجباً.
26. أن نصاب الشهادة في الأموال ونحوها رجلان، أو رجل وامرأتان، ودلَّت السُّنة أيضا أنه يقبل الشاهد مع يمين المدعي.
27. أن شهادة الصبيان غير مقبولة، لمفهوم قوله: {رجُلَيْنِ}.
28. أن شهادة النساء منفردات في الأموال ونحوها لا تقبل، لأن الله لم يقبلهن إلا مع الرجل، وقد يقال: إن الله أقام المرأتين مقام رجل للحكمة التي ذكرها، وهي موجودة سواء كن مع رجل أو منفردات.
29. أن شهادة العبد البالغ مقبولة كشهادة الحر لعموم قوله:{وَاسْتَشْهِدُوا شَهِيدَيْنِ مِنْ رِجَالِكُمْ}، والعبد البالغ من رجالنا.
30. أن شهادة الكفار ذكوراً كانوا أو نساء غير مقبولة، لأنهم ليسوا منا، ولأن مبنى الشهادة على العدالة، والكافر غير عدل.
31. فيه فضيلة الرجل على المرأة، وأن الواحد في مقابلة المرأتين لقوة حفظه، ونقص حفظها.
32. أن من نسي شهادته ثم ذُكِّرها فذكر، فشهادته مقبولة، لقوله: {فَتُذَكِّرَ إِحْدَاهُمَا الأخْرَى}.
33. يؤخذ من المعنى أن الشاهد إذا خاف نسيان شهادته في الحقوق الواجبة، وجب عليه كتابتها، لأن ما لا يتم الواجب إلا به فهو واجب.
34. أن الشاهد إذا دعي للشهادة وهو غير معذور لا يجوز له أن يأبى، لقوله: {وَلا يَأْبَ الشُّهَدَاءُ إِذَا مَا دُعُوا}.
35. من لم يتصف بصفة الشهداء المقبولة شهادتهم، لم يجب عليه الإجابة لعدم الفائدة بها ولأنه ليس من الشهداء.
36. النهي عن السآمة والضجر من كتابة الديون كلها من صغير وكبير، وصفة الأجل، وجميع ما احتوى عليه العقد من الشروط والقيود.
37. بيان الحكمة في مشروعية الكتابة والإشهاد في العقود، وأنه {أَقْسَطُ عِنْدَ اللَّهِ وَأَقْوَمُ لِلشَّهَادَةِ وَأَدْنَى أَلا تَرْتَابُوا}، فإنها متضمنة للعدل الذي به قوام العباد والبلاد، والشهادة المقترنة بالكتابة تكون أقوم وأكمل وأبعد من الشك والريب والتنازع والتشاجر.
38. يؤخذ من ذلك أن من اشْتَبه وشَك في شهادته لم يجز له الإقدام عليها بل لا بد من اليقين.
39. الرخصة في ترك الكتابة إذا كانت التجارة حاضراً بحاضر، لعدم شدة الحاجة إلى الكتابة أنه وإن رُخِّص في ترك الكتابة في التجارة الحاضرة، فإنه يشرع الإشهاد لقوله: {وَأَشْهِدُوا إِذَا تَبَايَعْتُمْ}.
40. النهي عن مضارة الكاتب، بأن يدعى وقت اشتغالٍ وحصول مشقة عليه.
41. النهي عن مضارة الشهيد أيضاً، بأن يدعى إلى تحمل الشهادة أو أدائها في مرض أو شغل يشق عليه أو غير ذلك، هذا على جعل قوله: {وَلا يُضَارَّ كَاتِبٌ وَلا شَهِيدٌ} مبنياً للمجهول، وأما على جعلها مبنياً للفاعل، ففيه نهي الشاهد والكاتب أن يضارا صاحب الحق بالامتناع أو طلب أجرة شاقة ونحو ذلك.
42. ارتكاب هذه المحرمات من خصال الفسق، لقوله: {فَإِنَّهُ فُسُوقٌ بِكُمْ}.
43. أن الأوصاف كالفسق والإيمان والنفاق والعداوة والولاية ونحوها تتجزأ في الإنسان، فتكون فيه مادة فسق وغيرها، وكذلك مادة إيمان وكفر، لقوله: {فَإِنَّهُ فُسُوقٌ بِكُمْ} ولم يقل فأنتم فاسقون أو فُسَّاق.
44. وحقه أن يتقدم على ما هنا لتقدم موضعه- اشتراط العدالة في الشاهد، لقوله: {مِمَّنْ تَرْضَوْنَ مِنَ الشُّهَدَاءِ}.
45. أن العدالة يشترط فيها العرف في كل مكان وزمان، وكل من كان مرضياً معتبراً عند الناس قبلت شهادته.
46. يؤخذ منها عدم قبول شهادة المجهول حتى يُزَكَّى.

## التفسير

### تفسير الجلالين
يَا أَيُّهَا الَّذِينَ آمَنُوا إِذَا تَدَأيَنْتُمْ: تعاملتم، بِدَيْنٍ: كسلم وقرض، إِلَى أَجَلٍ مُسَمًّى: معلوم، فَاكْتُبُوهُ: استيثاقا ودفعا للنزاع، وَلْيَكْتُبْ: كتاب الدَّيْن، بَيْنَكُمْ كَاتِبٌ بِالْعَدْلِ: بالحق في كتابته لا يزيد في المال والأجل ولا ينقص، وَلا يَأْبَ: يمتنع، كَاتِبٌ: من، أَنْ يَكْتُبَ: إذادعي إليها، كَمَا عَلَّمَهُ اللَّهُ: أي فضله في الكتابة فلا يبخل بها، فَلْيَكْتُبْ: تأكيد، وَلْيُمْلِلِ: الذي يمل الكاتب، الَّذِي عَلَيْهِ الْحَقُّ: الدَّيْن لأنه المشهود عليه فيقر ليعلم ما عليه، وَلْيَتَّقِ اللَّهَ رَبَّهُ: في إملائه، وَلا يَبْخَسْ: ينقص، مِنْهُ: أي الحق، شَيْئًا فَإِنْ كَانَ الَّذِي عَلَيْهِ الْحَقُّ سَفِيهًا: مبذرا، أَوْ ضَعِيفًا: عن الإملاء لصغر أو كبر، أَوْ لا يَسْتَطِيعُ أَنْ يُمِلَّ هُوَ: لخرس أو جهل في اللغة أو نحو ذلك، فَلْيُمْلِلْ وَلِيُّهُ: متولي أمره من والد أو وصي أو قيم أو مترجم، بِالْعَدْلِ وَاسْتَشْهِدُوا: أشهدوا على الدَّيْن، شَهِيدَيْنِ: شاهدين، مِنْ رِجَالِكُمْ: أي بالغي المسلمين الأحرار، فَإِنْ لَمْ يَكُونَا: أي الشهيدين، رَجُلَيْنِ فَرَجُلٌ وَامْرَأَتَانِ: يشهدون، مِمَّنْ تَرْضَوْنَ مِنَ الشُّهَدَاءِ: لدينه وعدالته وتعدد النساء لأجل، أَنْ تَضِلَّ: تنسى، إِحْدَاهُمَا: الشهادة لنقص عقلهن وضبطهن، فَتُذَكِّرَ: بالتخفيف والتشديد، إِحْدَاهُمَا: الذاكرة، الأخْرَى: الناسية، وَلا يَأْبَ الشُّهَدَاءُ إِذَا مَا: زائدة، دُعُوا: إلى تحمل الشهادة وأدائها، وَلا تَسْأَمُوا: تملوا من، أَنْ تَكْتُبُوهُ: أي ما شهدتموه من الحق لكثرة وقوع ذلك، صَغِيرًا: كان، أَوْ كَبِيرًا: قليلا أو كثيرا، إِلَى أَجَلِهِ: وقت حلوله حال من الهاء في تكتبوه، ذَلِكُمْ: أي الكتب، أَقْسَطُ: أعدل، عِنْدَ اللَّهِ وَأَقْوَمُ لِلشَّهَادَةِ: أي أعون على إقامتها لأنه، أَلا تَرْتَابُوا: تشكوا في قدر الحق والأجل، إِلا أَنْ تَكُونَ: تقع، تِجَارَةً حَاضِرَةً تُدِيرُونَهَا بَيْنَكُمْ: أي تقبضونها ولا أجل عليها، فَلَيْسَ عَلَيْكُمْ جُنَاحٌ أَلا تَكْتُبُوهَا: والمراد بها المتجر فيه، وَأَشْهِدُوا إِذَا تَبَأيَعْتُمْ: عليه فإنه أدفع للاختلاف وهذا ما قبله أمر ندب، وَلا يُضَارَّ كَاتِبٌ وَلا شَهِيدٌ: صاحب الحق ومن عليه بتحريف أو امتناع من الشهادة أو الكتابة أو لايضرهما صاحب الحق بتكليفهما ما لا يليق في الكتابة والشهادة، وَإِنْ تَفْعَلُوا: ما نهيتم عنه، فَإِنَّهُ فُسُوقٌ: خروج عن الطاعة لاحق، بِكُمْ وَاتَّقُوا اللَّهَ: في أمره ونهيه، وَيُعَلِّمُكُمُ اللَّهُ: مصالح أموركم حال مقدرة أو مستأنف، وَاللَّهُ بِكُلِّ شَيْءٍ عَلِيمٌ.

## الإحصائيات
- أطول آية في القرآن الكريم.[2]
- الآية 282 من سورة البقرة.
- الآية 289 من القرآن الكريم.
- أكثر من 20 سورة أقصر من آية الدَّيْن.